# Драгомир (име)
Драгомир је словенско мушко име, уобичајено код Срба, Словенаца, Хрвата, Македонаца, Бугара, Руса и Украјинаца, а такође и код Румуна. Настала је од придева драг и именице мир. Може да се преведе као: "Онај коме је драг мир". Женска варијанта овог имена је Драгомира или Драгомирка.

## Познати
- Драгомир Бојанић Гидра (1933–1993), српски глумац, звани Гидра
- Драгомир Брајковић (1947–2009), српски писац, новинар, уредник Радио Београда, песник
- Драгомир Чумић (1937–2013), српски глумац
- Драгомир Дујмов, српски песник, романописац и писац кратких прича из Мађарске
- Драгомир Дукљански (умро 1018), владар Травуније и Захлумије
- Драгомир Јовановић (1902–1946), српски политичар
- Драгомир Михајловић, српски рок гитариста
- Драгомир Милошевић (рођен 1942), српски командант и ратни злочинац
- Драгомир Николић, српски фудбалски менаџер
- Драган Окука (рођен 1954), српски фудбалски менаџер и бивши играч
- Драгомир Тошић (1909–1985), југословенски фудбалски дефанзивац
- Драгомир Вукобратовић (рођен 1988), српски фудбалер

## Као презиме
- Руксандра Драгомир (рођена 1972), румунска тенисерка у пензији

## Као назив места
- Драгомир, село у општини Берзунци, округ Бакау, Румунија
- Драгомир, село у општини Пловдив, Бугарска